# Wellpinit
Wellpinit è una comunità non incorporata della contea di Stevens, nello stato di Washington (Stati Uniti). È situata all'interno della riserva indiana degli Spokane.
Vi è ambientato il romanzo Diario assolutamente sincero di un indiano part-time dello scrittore americano Sherman Alexie, nativo del luogo.